# Adolphe Delattre
Pierre Adolphe Delattre (of De Lattre) (Tours, 12 februari 1805 – Nice, 3 januari 1854) was een Franse ornitholoog.
Hij maakte meerdere expedities naar Amerika van 1831 tot 1851 waar hij vooral kolibries onderzocht. Alleen, of met Jules Bourcier, benoemde hij verschillende soorten. In 1839, benoemde hij zeven nieuwe kolibries samen met zijn collega René Primevère Lesson, zoals de Zwarte glansstaartkolibrie.  De vogelsoort Lophornis delattrei is naar hem vernoemd.
Zijn broer is de natuuronderzoeker Henri Delattre (1801-1867).
- Bibliothèque nationale de France: cb13485943w (data)
- International Standard Name Identifier: 0000 0003 7138 7583
- Système universitaire de documentation: 035628677
- Union List of Artist Names: 500353332
- Virtual International Authority File: 76466999